# Африканская пятнистая акула
Африканская пятнистая акула (лат. Holohalaelurus punctatus) — малоизученный вид рода африканских пятнистых акул (Holohalaelurus) семейства кошачьих акул (Scyliorhinidae). Обитает в западной части Индийского океана у берегов Южной Африки. Максимальный размер 34 см. Размножается, откладывая яйца, заключённые в капсулы. Эти безвредные рыбы не представляют коммерческой ценности и не являются объектом любительского рыболовства.

## Таксономия
Впервые вид был описан в научном журнале «Journal of the Washington Academy of Sciences». Видовой эпитет лат. punctatus означает «покрытый точками» или «пятнистый».

## Ареал и среда обитания
Африканская пятнистая акула является эндемиком юго-западной части Индийского океана. Эти акулы обитают у северного побережья Южной Африки, южной части Мозамбика и Мадагаскара на глубине 220—420 м. По данным Океанографического исследовательского института Дурбана эти акулы часто встречались в конце 1960-х и начале 1970-х годов, но с 1972 года был получен единственный образец.

## Описание
У африканской пятнистой акулы очень широкая голова. Бороздки по углам рта и усики у ноздрей отсутствуют. Спинные плавники одинакового размера, основание первого спинного плавника расположено позади основания брюшных плавников, а основание второго спинного плавника позади основания анального плавника. Фоновый окрас жёлто-коричневого или оранжево-коричневого цвета. Дорсальная поверхность покрыта тёмно-коричневыми пятнами, напоминающими шкуру леопарда, нижнюю часть головы покрывают тёмные точки, а позади грудных плавников имеются заметные белые отметины.

## Биология и экология
О жизни этих акул известно мало. Вероятно, самцы крупнее самок. Максимальный размер 34 см. Детёныши-самцы имеют в длину 17,6 см, подростки 23,5 см. Самцы достигают половой зрелости при длине 29,8—32,6 см Детёныши-самцы имеют в длину 17,6—22,7 см, подростки 23, см. Описан экземпляр беременной самки, у которой было по одному яйцу в каждом яйцеводе. Вероятно, неполовозрелые африканские пятнистые акулы держатся на большей глубине.

## Взаимодействие с человеком
Африканские пятнистые акулы не представляют опасности для человека. Коммерческой ценности не имеют. Международный союз охраны природы присвоил этому виду статус «Вымирающий вид».